# Atocha (Boliwia)
Atocha – miasto w Boliwii, w departamencie Potosí, w prowincji Sur Chichas.